# Demetrio Galán Bergua
Demetrio Galán Bergua. Médico, humanista y periodista español, gran estudioso del folclore de Aragón (Zaragoza, España, 1894 – Zaragoza, 22 de noviembre de 1970).
Curso las primeras enseñanzas y la media en la ciudad de Zaragoza, en cuya Universidad se licenció en medicina en 1917. Anteriormente, en 1914 había finalizado también su carrera musical. Ejerció la medicina rural en Mendigorría (Navarra), Sotés (La Rioja), Biescas y Sallent de Gállego (Huesca) e Illueca (Zaragoza) antes de marchar a Madrid, donde se doctoró en 1925.
En 1930 regresó a su ciudad natal, instalándose y ejerciendo su vocación médica en el populoso barrio de Las Delicias durante casi cuarenta años.
Aragonesista convencido fue, junto con su hermano Pedro, conferenciante y animador de la vida cultural zaragozana y aragonesa. Igualmente fue autor de varias obras teatrales y de la música de dos zarzuelas. En 1933 fundó la revista La casa del médico, de la que fue redactor-jefe. Posteriormente, fue cronista médico en Heraldo de Aragón, en el que también colaboró escribiendo sobre temas aragoneses.
Sin embargo, su obra más trascendente fue la de exaltación y estudio de la jota aragonesa. Con tal propósito, creó en 1953 la asociación «Amigos de la Jota» y en 1964 la «Peña del Cachirulo», presidiendo ambas hasta el final de sus días. Sus charlas sobre este baile típico de Aragón se difundieron durante largo tiempo a través de Radio Zaragoza. Esta emisora organizó el certamen de jota aragonesa "Demetrio Galán Bergua", que se celebró entre 1980 y 1999 con participación de los principales cantadores del momento.
En 1966, Galán Bergua publicó su monumental tratado El libro de la jota aragonesa, un estudio histórico, crítico, analítico, descriptivo y antológico de este género musical.
Su trayectoria profesional y cultural le valieron, en vida, el Premio San Jorge y el título de Hijo Predilecto de Zaragoza, además del de Aragonés Ejemplar y Jotero Mayor del Reyno.